# Liolaemus crepuscularis
Liolaemus crepuscularis är en ödleart som beskrevs av  Fernando Abdala och GOMEZ DIAZ 2006. Liolaemus crepuscularis ingår i släktet Liolaemus och familjen Tropiduridae. Inga underarter finns listade i Catalogue of Life.